# Hilding Thylander
Sven Hilding Thylander, född 18 oktober 1907 i Brönnestads församling, Kristianstads län, död 3 augusti 1993. Docent under åren 1953–1974 i klassisk fornkunskap och antikens historia vid Stockholms universitet. Thylander var licentiat i både latin och fornkunskap från Lunds universitet, och blev 1953 filosofie doktor i latin, vilket möjliggjorde bred forskning i klassisk fornkunskap.